# Humphrey Stafford (m. 1457)
Humphrey Stafford titulado conde de Stafford (m. 17 de diciembre de 1457) fue el mayor de los hijos de Humphrey Stafford, duque de Buckingham y su esposa Ana Neville.

## Biografía
Sus abuelos maternos eran Ralph Neville, conde de Westmorland y Joan Beaufort. Entre sus tíos maternos se incluían, entre otros, a Richard Neville, conde de Salisbury (padre del conde de Warwick, el hacedor de reyes); Robert Neville, quien fue el primer obispo de Salisbury y luego obispo de Durham; William Neville, conde de Kent y Edward Neville, barón Bergavenny, . Por otra parte, una de sus tías maternas fue Cecilia Neville, esposa de Ricardo Plantagenet, duque de York y madre de, entre otros, Eduardo IV de Inglaterra, Edmundo, conde de Rutland, Jorge, duque de Clarence y Ricardo III de Inglaterra.
Luchó junto a su suegro Edmundo Beaufort en apoyo a la casa de Lancaster en la primera batalla de St Albans el 22 de mayo de 1455. Parece haber sido herido gravemente en la batalla y, ya sea producto de las heridas de la batalla o víctima de la peste, murió el 17 de diciembre de 1457 mientras aún vivía su padre, quien murió en 1460.

## Matrimonio y descendencia
Stafford se casó con Margaret Beaufort, hija de Edmund Beaufort, duque de Somerset y Lady Eleanor Beauchamp. Los abuelos maternos de Margaret fueron Richard de Beauchamp, conde de Warwick y de su primera esposa Elizabeth Berkeley. Por su padre, ella era sobrina de Juana Beaufort, reina de los escoceses y prima de Margarita Beaufort, madre del rey Enrique VII). Por su madre, lady Margaret era sobrina de, Ana de Beauchamp, condesa de Warwick, y como tal prima de Isabel, duquesa de Clarence y de la reina consorte Ana Neville.
Fruto del matrimonio nació Henry Stafford (4 de septiembre de 1455-2 de noviembre de 1483). Henry fue nombrado conde de Stafford tras la muerte de su padre y sucedió a su abuelo paterno como duque de Buckingham tras la muerte de este en la batalla de Northampton el 10 de julio de 1460.